# Yuki Kotani
Yuki Kotani (小谷 祐喜 Kotani Yuki?), född 27 juli 1991 i Osaka prefektur, är en japansk fotbollsspelare.
Kotani började sin karriär 2014 i Cerezo Osaka. 2015 blev han utlånad till SC Sagamihara. Han gick tillbaka till Cerezo Osaka 2016. 2016 flyttade han till Roasso Kumamoto.